# Кун, Лоренц Яковлевич
Лоренц Яковлевич Кун (нем. Lorenz Jakob Kuhn, 1884—1942) — азербайджанский инженер, депутат парламента Азербайджанской Демократической Республики в качестве представителя немецкого меньшинства от фракции «Национальных меньшинств».

## Биография
Родился в 1884 году в Еленендорфе (сегодня город Гёйгёль в Азербайджане). Немец по национальности.
С 1915 года работал у нефтепромышленника Бенкендорфа в качестве управляющего промыслами. Входил в состав Немецкого национального комитета Еленендорфа.
В годы независимости Азербайджана (1918—1920) был избран депутатом парламента АДР от немецкого населения. Входил во фракцию «Национальных меньшинств». В своей приветственной речи, от имени немецкого населения, на втором заседании парламента 10 декабря 1918 года он подчеркнул, что за 100 лет между народами «ни разу не были нарушены самые искренние добрососедские отношения; немцы АДР спокойно смотрят в своё будущее, твердо веря в сохранение собственной национальной самобытности и продолжение мирной трудовой жизни, работая на пользу и процветание свободного Азербайджана».
В 1920-х годах работал инженером отдела местной промышленности Гянджинского района. Был членом правления производственного кооператива виноградарей и виноделов Гянджинского района «Конкордия». В его обязанности входило руководство технической частью, а также делопроизводством и культурно-просветительной работой. В 1925 году был арестован органами ГПУ и осужден на восемь лет. Через пять лет был освобожден. С 1930 года работал в тресте «Грузнефть» на должностях: начальника планово-производственного отдела, затем главного инженера. В 1933—1934 гг. — главный инженер Мирзаанского промысла (Грузия).
18 февраля 1938 года вновь арестован, осужден на пять лет лишения свободы. 18 февраля 1940 года этапирован на ст. Тавда желдороги им. Кагановича в распоряжение начальника Управления Севураллага (Северо-Уральский ИТЛ) НКВД СССР. В 1942 году умер в Ухте.

## Семья
- Жена — Кун (Форер) Лина Генриховна, 1898 г.р.
- Дочь — Кун Гертруда Лоренцовна, 1917 г.р.
- Сын — Кун Альфред Лоренцович, 1925 г.р.
- Братья: Кун Роберт Яковлевич, Кун Самуил Яковлевич, 1870 г.р., Кун Имануил Яковлевич, 1881 г.р.